# Biblioteca Museo de la Ópera Garnier
La Biblioteca Museo de la Opera es, desde 1935, uno de los emplazamientos de la Biblioteca Nacional de Francia. Fue creada en 1866 a fin de asegurar la conservación de los documentos que poseía la Opera desde 1669.
Esta biblioteca instalada en el antiguo "Pavillon de l'Empereur" Pabellón del Emperador, del Palacio Garnier, situado en el ala occidental del edificio, en el lado del jardín, este pabellón incluía una rampa de acceso a una rotonda “a cubierto” para los coches de caballos. En el piso superior, había un salón y un fumadero, desde el que el jefe del Estado podía acceder a su palco. Tras la caída del Segundo Imperio, este espacio fue cedido a la Biblioteca-museo.
La configuración actual de la Biblioteca-museo de la Ópera data de 1991. La sala de lectura ocupa el salón, las exposiciones temporales la rotonda baja y las colecciones permanentes del museo el antiguo fumadero.
Conserva los testimonios musicales, iconográficos y archivos de la actividad de la Ópera y de la Ópera Cómica y otros documentos del teatro lírico y de la danza y el circo.